# V826 Геркулеса
V826 Геркулеса (лат. V826 Herculis), HD 161832 — кратная звезда в созвездии Геркулеса на расстоянии приблизительно 872 световых лет (около 267 парсек) от Солнца. Возраст звезды определён как около 93,76 млн лет.
Пара первого и второго компонентов — двойная вращающаяся эллипсоидальная переменная звезда (ELL). Видимая звёздная величина звезды — от +6,708m до +6,68m. Орбитальный период — около 99,557 суток.
Открыта Янгом в 1945 году*.

## Характеристики
Первый компонент (WDS J17460+3919Aa) — оранжевый гигант спектрального класса K0, или K3III. Масса — около 2,677 солнечной, радиус — около 35,539 солнечного, светимость — около 244,792 солнечной. Эффективная температура — около 4711 K.
Второй компонент (WDS J17460+3919Ab) — жёлто-белая звезда спектрального класса F7V.
Третий компонент — коричневый карлик. Масса — около 27,76 юпитерианской. Удалён в среднем на 2,077 а.е..
Четвёртый компонент (WDS J17460+3919B). Видимая звёздная величина звезды — +9,99m. Удалён на 7,9 угловой секунды (2000 а.е.*).
Пятый компонент (WDS J17460+3919C). Видимая звёздная величина звезды — +11,97m. Удалён на 69,5 угловой секунды.